# Enzelens
Enzelens is een voormalige wierde in de gemeente  Eemsdelta in de Nederlandse provincie Groningen. Het streekje ligt direct ten noorden van de N360 ter hoogte van Garrelsweer
De naam Enzelens komt al voor als Angelslengi in een geschrift van de abdij van Fulda uit 945.
De wierde Enzelens was gelegen tussen het Damsterdiep en de Wijmers (het vaarwater naar het dorp Loppersum). Deze werd afgegraven in de periode 1881-1895.
Bij het afgraven van de wierde moest de boerderij van Jan Kraak worden afgebroken omdat zij in de weg stond. Er werd een contract opgemaakt tussen de beklemde meier Jan Kraak en de eigenaar Pieter Tichelaar, burgemeester en steenfabrikant te Loppersum. Hierbij was onder andere bepaald dat de "wierdegronden tezamen groot 5 ha 21 are 6 ca op de overvloedige hoogte mogen worden afgegraven en verkocht totdat deze percelen een hoogte behouden van ten minste 30 cm boven het thans wettelijk bestaande peil van het waterschap Fivelingo". De grond zal met schepen door de te graven afvoerkanalen naar het Damsterdiep worden vervoerd. De eigenaar Tichelaar ontvangt een bepaald bedrag per ton scheepsgrond.
In de 17e eeuw hadden broers Jacob Willems Tichelaer en Jan Willems Tichelaar een tichelwerk aan de Oostbroek in Kröddeburen. Dit tichelwerk werd rond 1680 verplaatst naar Enzelens, waar deze in 1686 voor het eerst wordt genoemd. In deze fabriek werden de bekende Enzelenzer Tichels gemaakt, een volle ongeperforeerde onbezande kleurige handvorm baksteen van ca 220 × 105 × 40 mm. Rond 1868 werd door de Lopster burgemeester Pieter Willem Tichelaar J.Pzn. ter plaatse een nieuwe fabriek gesticht. In 1874 werd er een steenpers geplaatst en in 1889 liet hij er drie droogloodsen bij bouwen. In 1969 werd de fabriek gesloten. In de loop van de tijd verviel het complex steeds verder. Eind jaren 2010 werd besloten tot de sloop van het complex. In 2022 werd dit pand gesloopt vanwege onherstelbare aardbevingsschade als gevolg van de gaswinning in Groningen. Daarbij ging ook de laatste nog van buitenaf herkenbare droogloods van Groningen verloren. Alleen de basis van de vroeg 20e-eeuwse steenoven bleef staan.

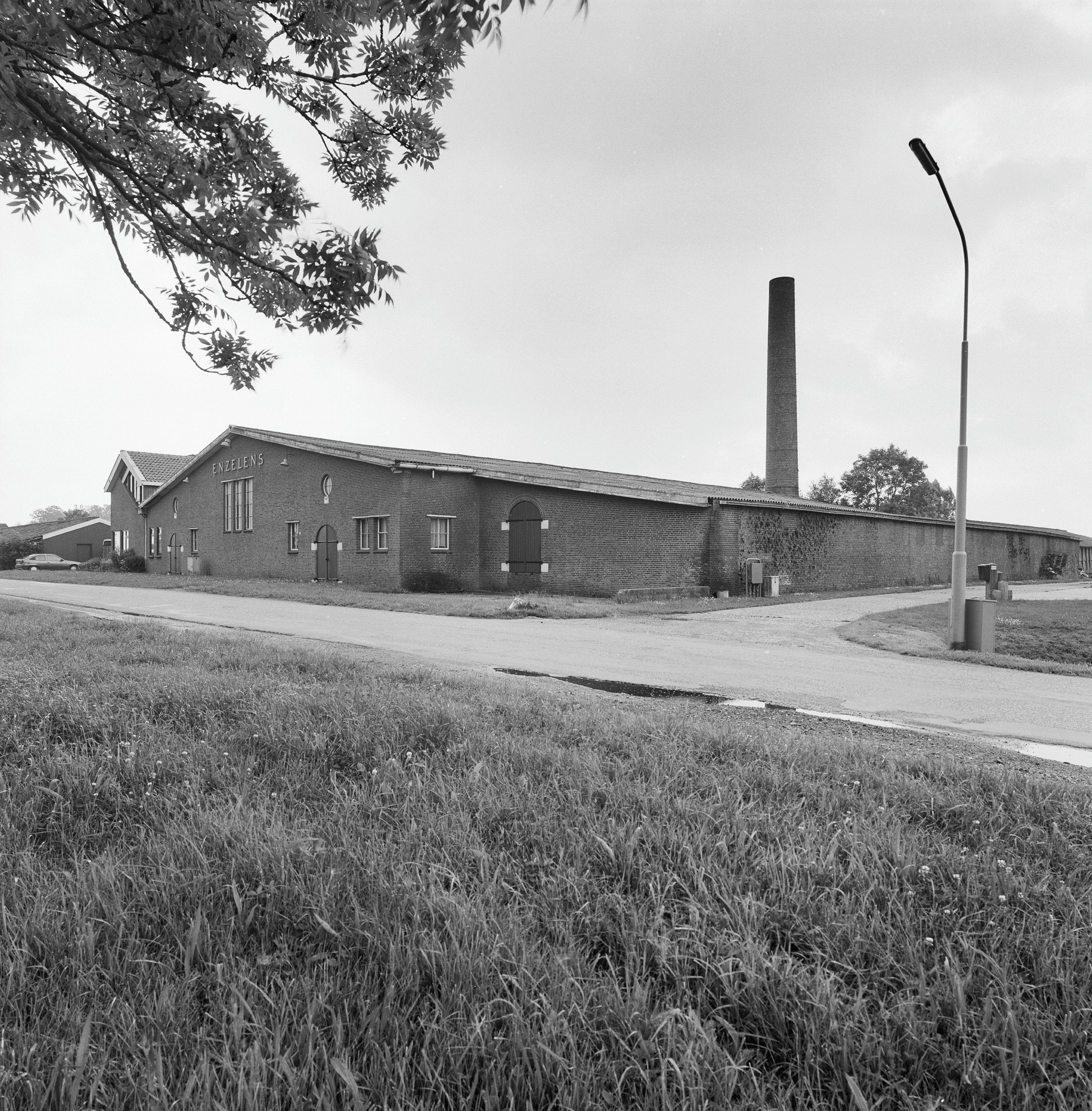
De steenfabriek in 1998
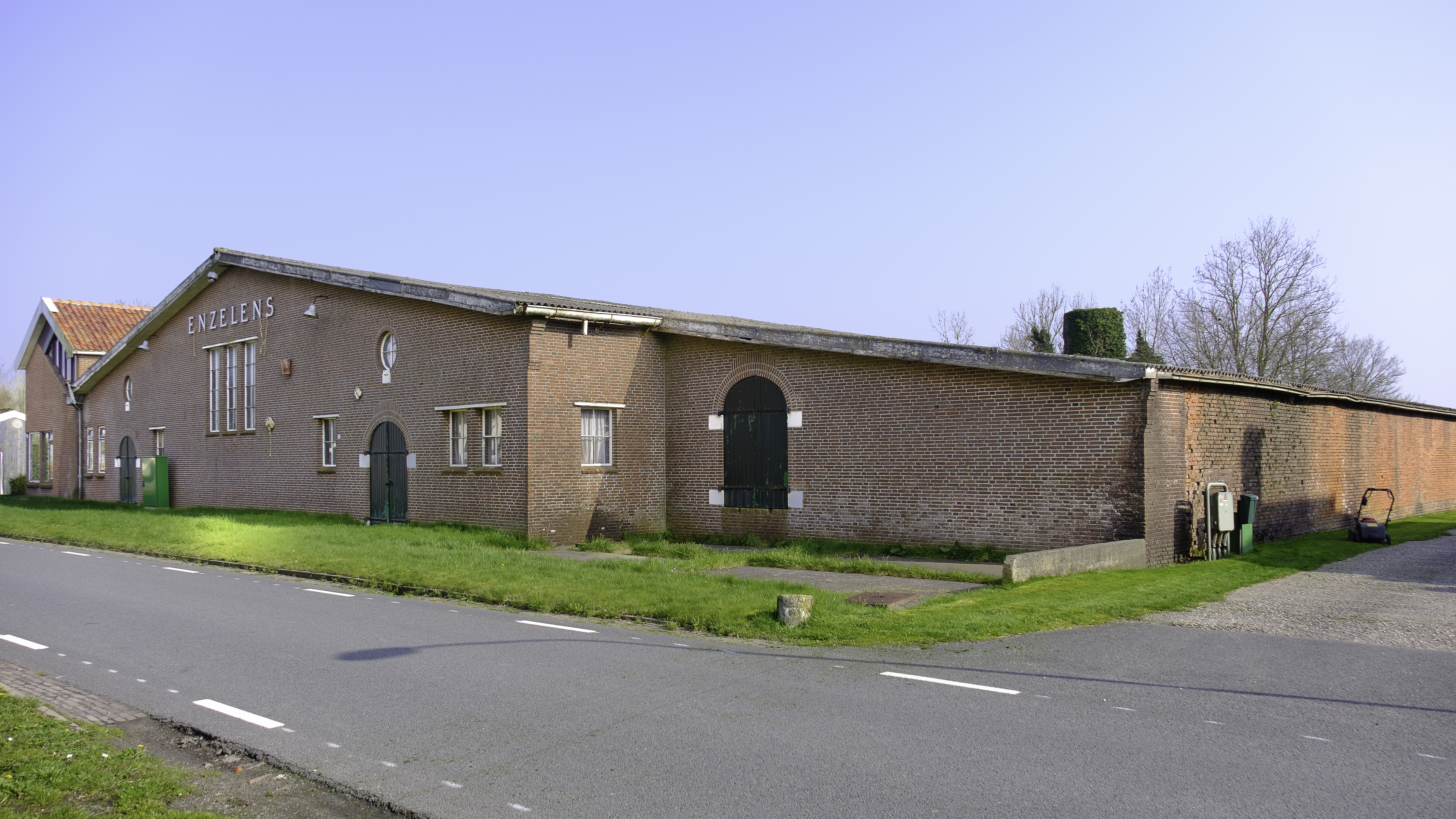
De steenfabriek in 2019
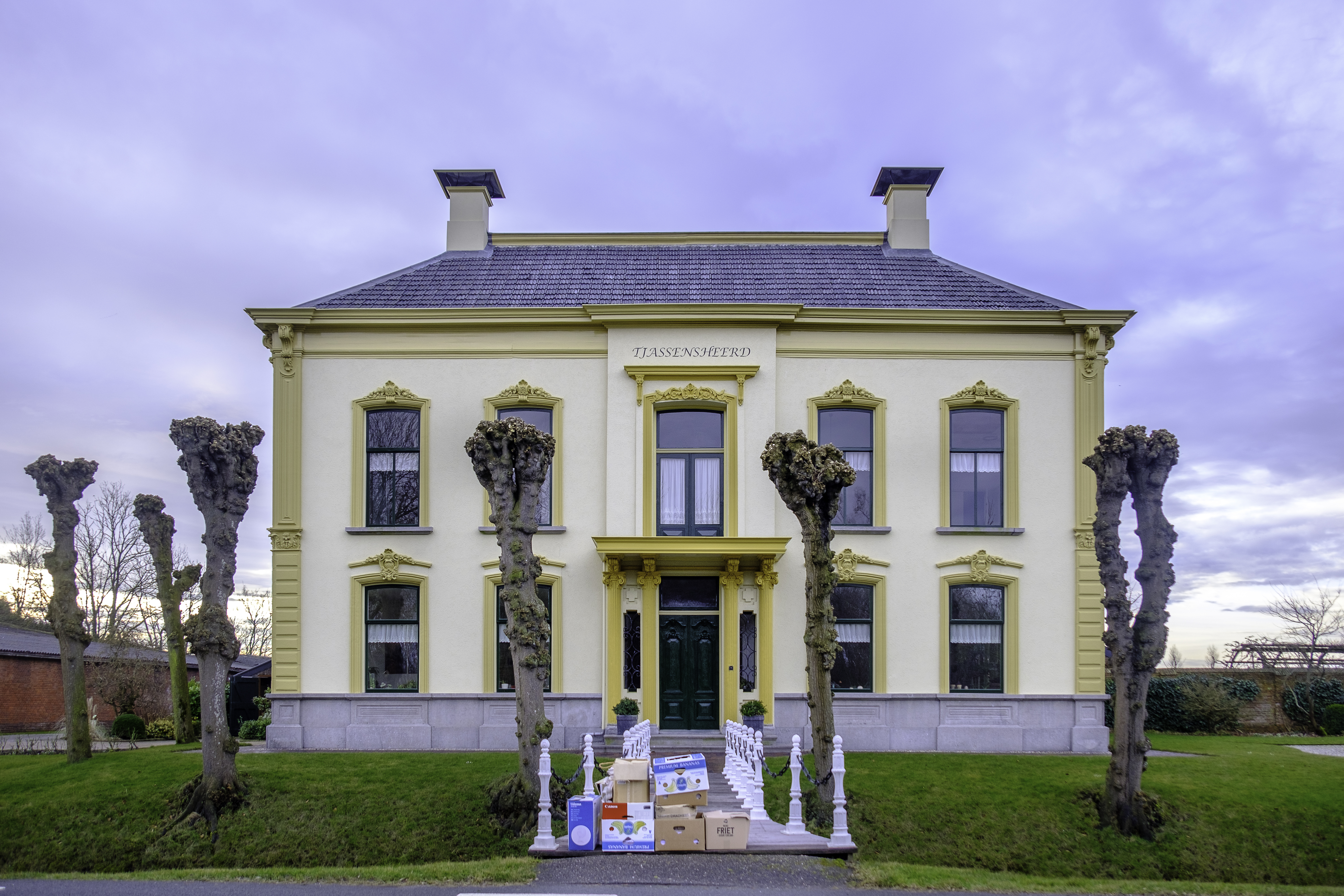
Voormalige directeurswoning uit 1889 (Tjassensheerd)
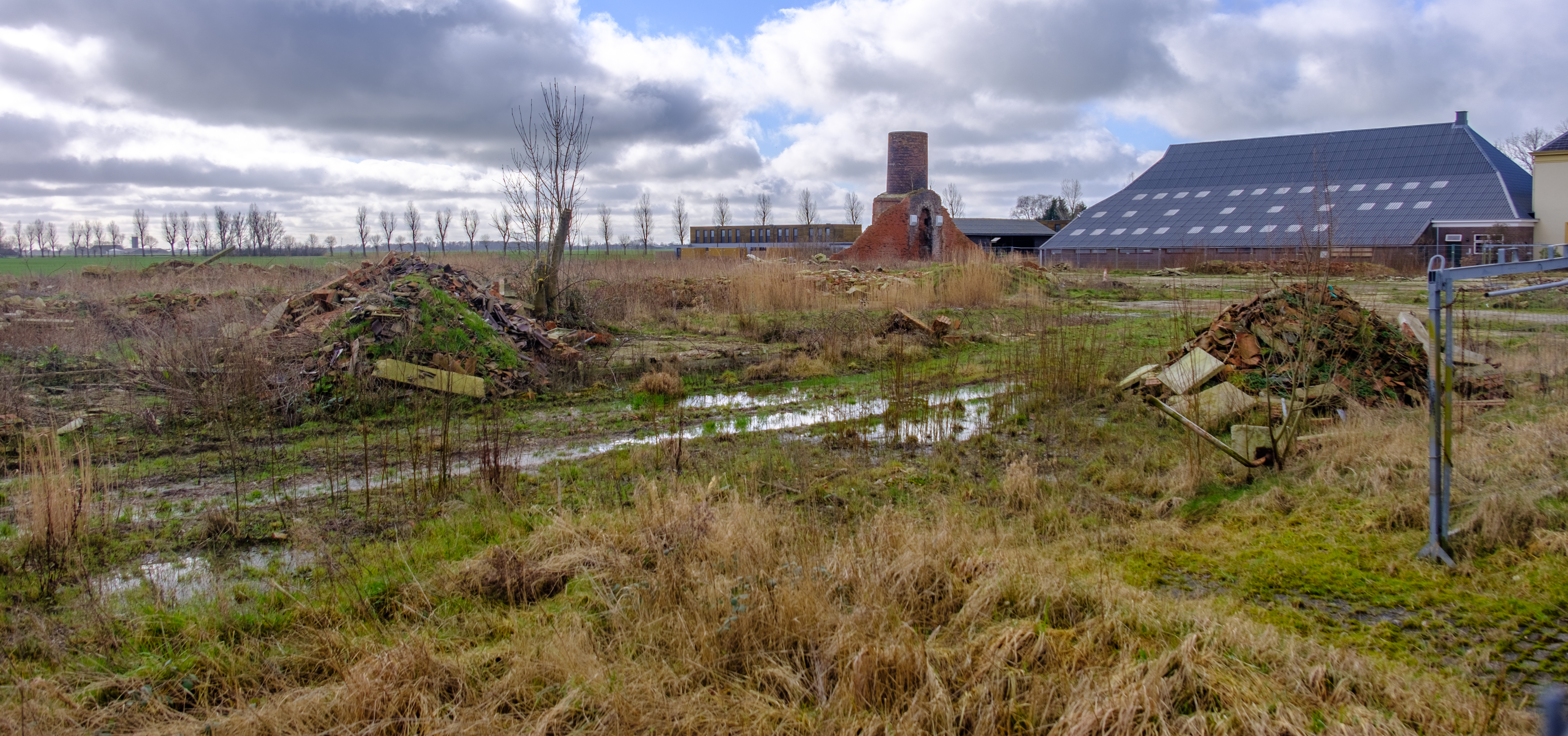
De ruïnes in 2024
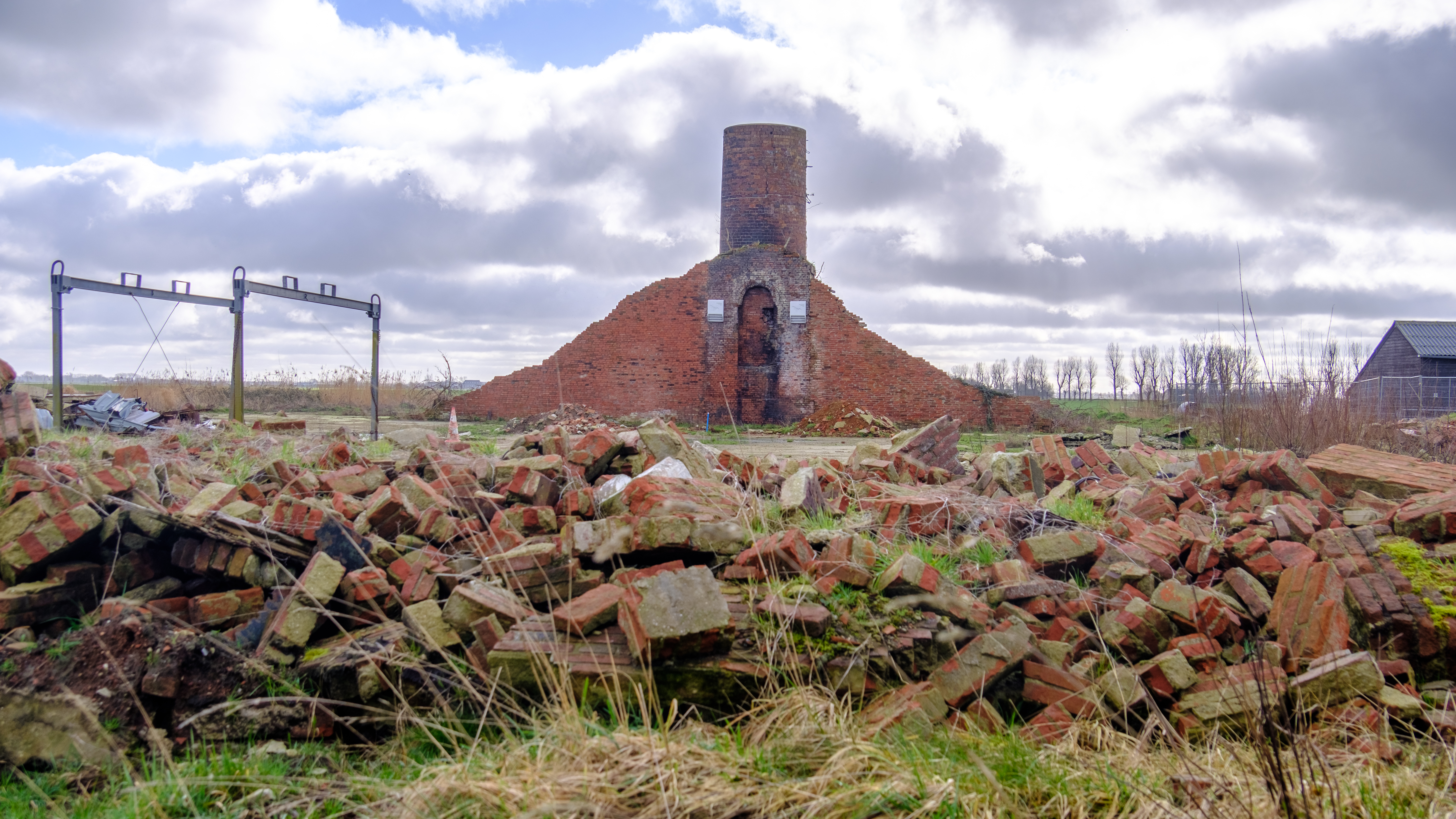
Voormalige steenoven in 2024

Groningen: Steden en dorpen      Nederland: Provincies · Gemeenten